# Utah Blitzz
Utah Blitzz foi uma agremiação esportiva da cidade de Salt Lake City, Utah. Disputava a USL Second Division.

## História
O clube foi inaugurado em 2000 e se juntou a USL Second Division, na época a terceira divisão profissional nos Estados Unidos. O clube jogava no estádio da Universidade de Utah, o Rice-Eccles Stadium, porém o clube tinha planos de construir seu próprio estádio.
Com a criação do Real Salt Lake em 2004, o clube resolveu encerrar as atividades. Muitos de seus jogadores porém foram reaproveitados pelo RSL.

## Títulos
Campeão Invicto
| NACIONAIS      | NACIONAIS           | NACIONAIS | NACIONAIS  |
|                | Competição          | Títulos   | Temporadas |
| -------------- | ------------------- | --------- | ---------- |
| Estados Unidos | USL Second Division | 2         | 2001, 2004 |

## Estatísticas

### Participações
|  | Participações em 2018 |

| Competição     | Competição               | Temporadas | Melhor campanha      | Estreia | Última | P | R |
| Estados Unidos | Lamar Hunt U.S. Open Cup | 4          | Terceira Fase (2004) | 2001    | 2004   |   | – |